# Championnat du Maroc de football de deuxième division 2015-2016
Navigation
Édition précédente Édition suivante
Le Championnat du Maroc de football D2 2015-2016 est la 60e édition du championnat du Maroc de football D2. Elle oppose 16 clubs regroupées au sein d'une poule unique où les équipes se rencontrent deux fois, à domicile et à l'extérieur. En fin de saison, les deux derniers sont relégués et remplacés par les Deux meilleurs clubs de GNFA1, la troisième division marocaine. Les deux premières places sont qualificatives à la Botola Pro 2016-2017.

## Compétition

### Classement
| Rang | Équipe          | Pts | J  | G  | N  | P  | Bp | Bc | Diff |
| ---- | --------------- | --- | -- | -- | -- | -- | -- | -- | ---- |
| 1    | CA Khénifra     | 49  | 30 | 11 | 16 | 3  | 30 | 21 | +9   |
| 2    | JS Kasba Tadla  | 49  | 30 | 13 | 10 | 7  | 24 | 20 | +4   |
| 3    | AS Salé         | 42  | 30 | 10 | 12 | 8  | 32 | 29 | +3   |
| 4    | R Bernoussi     | 41  | 30 | 10 | 11 | 9  | 32 | 27 | +5   |
| 5    | US Témara       | 41  | 30 | 10 | 11 | 9  | 31 | 29 | +2   |
| 6    | CAY Berrechid   | 41  | 30 | 10 | 11 | 9  | 27 | 25 | +2   |
| 7    | Racing AC       | 41  | 30 | 12 | 5  | 13 | 37 | 38 | -1   |
| 8    | O Dcheira       | 39  | 30 | 8  | 15 | 7  | 20 | 21 | -1   |
| 9    | R Beni Mellal   | 39  | 30 | 10 | 9  | 11 | 24 | 29 | -5   |
| 10   | JS El Massira   | 38  | 30 | 10 | 8  | 12 | 35 | 32 | +3   |
| 11   | IZ Khémisset    | 38  | 30 | 9  | 11 | 10 | 23 | 22 | +1   |
| 12   | WS Témara       | 37  | 30 | 7  | 16 | 7  | 26 | 22 | +4   |
| 13   | USM Aït Melloul | 37  | 30 | 10 | 7  | 13 | 29 | 29 | 0    |
| 14   | WA Fès          | 37  | 30 | 10 | 7  | 13 | 28 | 32 | -4   |
| 15   | O Marrakech     | 37  | 30 | 9  | 10 | 11 | 24 | 28 | -4   |
| 16   | COD Meknès      | 31  | 30 | 8  | 7  | 15 | 24 | 42 | -18  |

## Sources
- Rsssf.com